# 2186 Keldysh
2186 Keldysh је астероид главног астероидног појаса чија средња удаљеност од Сунца износи 2,681 астрономских јединица (АЈ).
Апсолутна магнитуда астероида је 12,3.